# Куротропос

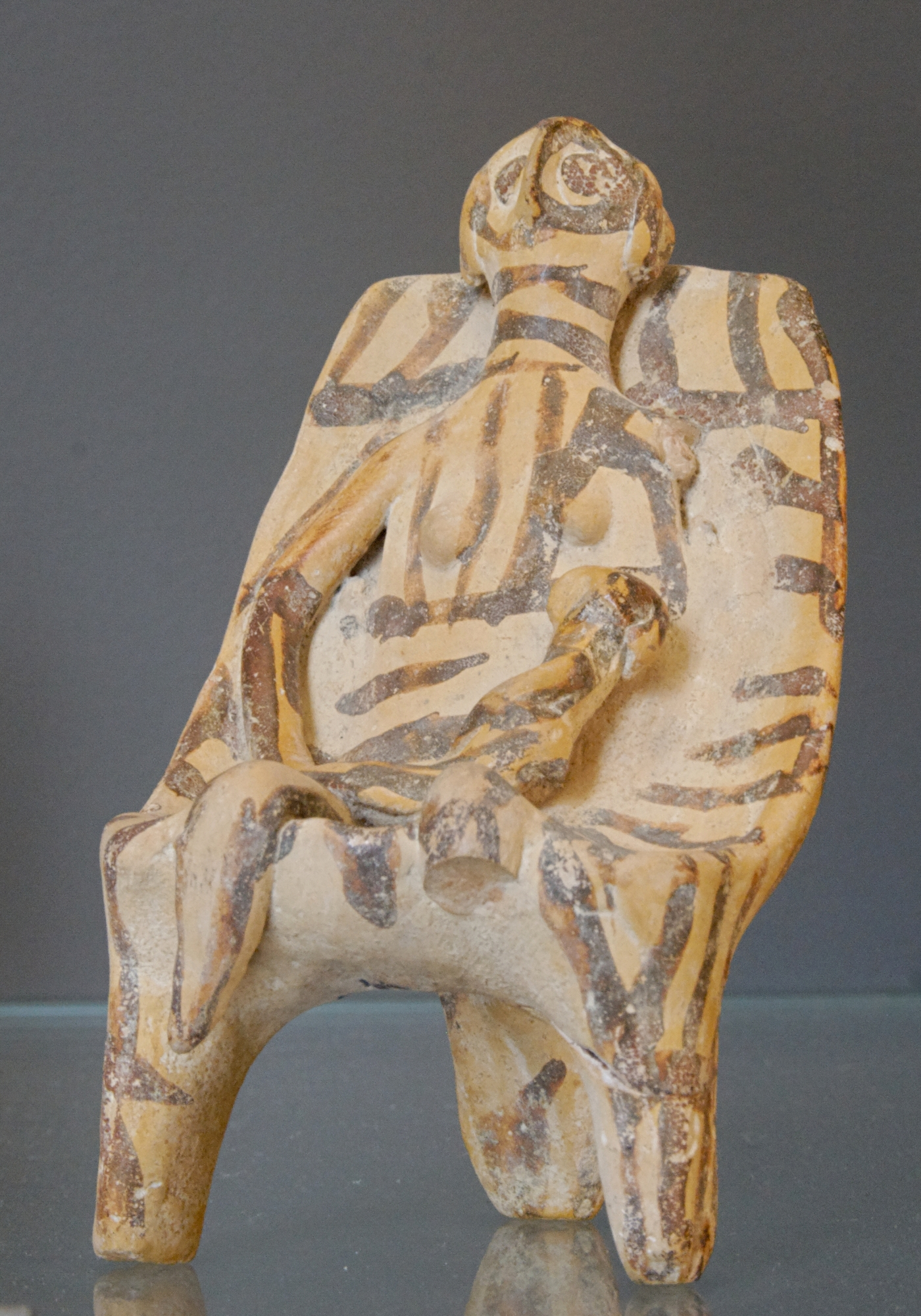
Позднемикенская куротропная фигурка (около 1360 г. до н.э.) (Лувр)

Куротрофос, Kourotrophos (др.-греч. Κουροτρόφος, «воспитатель детей») — это имя, которое было дано в Древней Греции богам и богиням, чьи свойства включали их способность защищать детей и подростков. Многочисленные боги упоминаются с этим эпитетом, в том числе Афина, Аполлон, Гермес, Геката, Афродита, Артемида, Илифия и другие. Обычно их изображали с младенцем на руках. Деанерия и Ариадна иногда изображались на вазах со своими детьми, Гилл и Стафилос и Энопион соответственно тоже, однако нет никаких доказательств того, что им поклонялись как куротропным божествам.
Куротропос была божеством города Афины, которая не входила в число главных олимпийских божеств. Она появилась в качестве защитницы детей и юношества; в честь богини было построено святилище, названное по её имени и в честь культа Kourotropheion. Куротропос была основной фигурой культа, связанного с плодовитостью и уходом за детьми.
Куротропос похожа на Деа Гравида, которые представляют собой фигуры богинь или женщин с явными признаками беременности.

## Священные фигуры

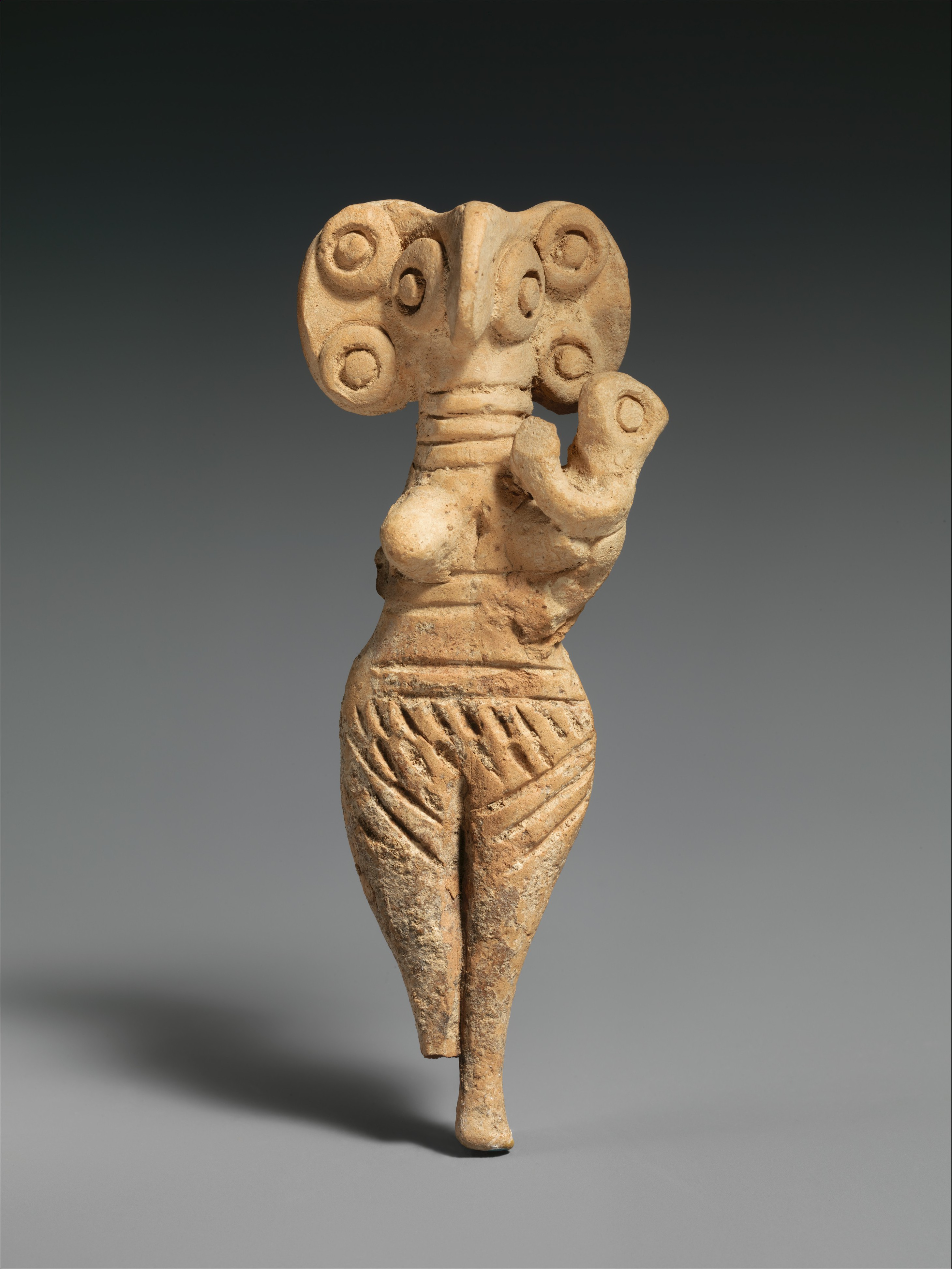
Кипрский терракотовый куротропос, изображающий птицеликое божество, около 1450-1200 гг. до н.э. (Метрополитен-музей)

Термин куротропос (множественное число kourotrophoi) или глагол куротропический используется для описания женских статуэток, изображённых с младенцами, которые могут изображать или смертных женщин, или божеств. Кипр известен тем, что там создавались фигурки-куротропосы в течение раннего кипрского III и среднего кипрского I периода (приблизительно 2000-1800 гг. до н.э.). Большинство куротропосов этой эпохи имеют высоту от 20 до 30 см и изготовлены из различных материалов, таких как известняк и терракота. Они держат младенцев, которые обычно находятся в колыбелях, на левом плече. Найдены по крайней мере две кипрских фигуры из этого периода, которые изображают фигуру, кормящую ребёнка, и две фигуры, которые изображены сидящими с младенцем на коленях.
В настоящее время все куротропические фигуры в качестве артефактов были обнаружены в гробницах, однако это не означает, что они использовались исключительно для представления смерти/загробной жизни, поскольку большинство фигур не несут данных о том, где они были найдены Кроме того, в целом, данные о фигурках, не только о куротропосах, были связаны с менее чем 10% всех захоронений бронзового века, и на некоторых обнаружены признаки починки, это свидетельствует о том, что они использовались в повседневной жизни. Существуют свидетельства того, что на Кипре использовалась посадка в колыбели во время бронзового века, с признаками случайного формирования черепа, происходящего в раннем и среднем бронзовом веке, и преднамеренного формирования черепа во время позднего бронзового века, совпадающего с временным периодом для этих фигур, изображающих младенцев в колыбели.
Во время поздней бронзы популярность материнских статуэток на Кипре уменьшилась, несмотря на то, что они были исключительно популярным предметом по сравнению с другими окружающими культурами, начиная с эпохи неолита, поскольку контакты с иностранными культурами привели к культурным сдвигам. Можно утверждать, что подчёркивание значения женщин как подательниц жизни уменьшилось в течение этого периода времени. Создание куротропных фигур продолжалось, однако им были даны лица птиц с заметными клювами, и они были изображены значительно более сладострастными, чем предыдущие фигурки, вероятно, вдохновлённые аналогичными фигурами, которые уже создавались на Ближнем Востоке. Было высказано предположение, что эти фигуры представляют не обычных женщин, а божеств. Интерес к материнским фигурам снова увеличился на Кипре в архаический период. Причина создания куротропных фигур является предметом дискуссий, предположительно фигуры представляли собой великую богиню, чары рождаемости, чары/пособия при родах или спутников для мёртвых.